# 巴德拉洛克
巴德拉洛克（孟加拉语：ভদ্রলোক bhôdrôlok，字面意思是“绅士”、“礼貌的人”）是孟加拉词汇，表示英国殖民时代（约1757年至1947年）期间在孟加拉兴起的“绅士”阶级。